# Cuarț
Cuarțul (dioxid de siliciu, cunoscut și sub denumirea științifică α-Cuarț) este un mineral răspândit în scoarța terestră, care are compoziția chimică SiO2 cristalizând în sistemul trigonal.

## Proprietăți
În stare pură cuarțul este incolor, impuritățile din cristal determină culoarea mineralului. Cuarțul cristalizează frecvent în goluri existente în roci numite geode. Clivajul este inexistent în spărtură având o culoare sidefie, are valoarea 7 pe scara de duritate Mohs.
Înainte de descoperirea proprietății sale piezoelectrice, cuarțul era utilizat ca piatră în bijuterii.
Din punct de vedere optic poate fi ușor confundat cu calcitul, de care se deosebește prin duritatea sa mai mare (7), valoarea refracției duble mai reduse și lipsa de reacție, ca și calcitul, cu acidul clorhidric.

## Etimologie și istoric
Cuarțul ca și celelalte cristale au fost în evul mediu denumirea minei, Georgius Agricola a fost acela care a delimitat termenul la denumirea cristalelor. Originea denumirii nu este clară, unii susținând că ar proveni din slava veche - tvurdu = "dur", sau din germană (dialect) - querch = "pitic", în germană literară - quarz. În orice caz, denumirea de "cuarț" a fost acceptată pe plan internațional.

## Clasificare
După Karl Hugo Strunz în "Systematik der Minerale", mineralul aparține clasei oxizilor cu un raport metal/oxigen 1:2 numărul grupei - (Strunz-ID: 4/D.01-10).
La grupa cuarțului aparține și (β-Cuarț), Tridimit, Cristobalit, Coesit, Stishovit, Melanophlogit, Seifertit, Lechatelierit și Opal.
După sistematica lui Dana cuarțul este plasat în grupa silicaților (Dana-ID: 75.1.3.1).

## Formare și râspândire în natură

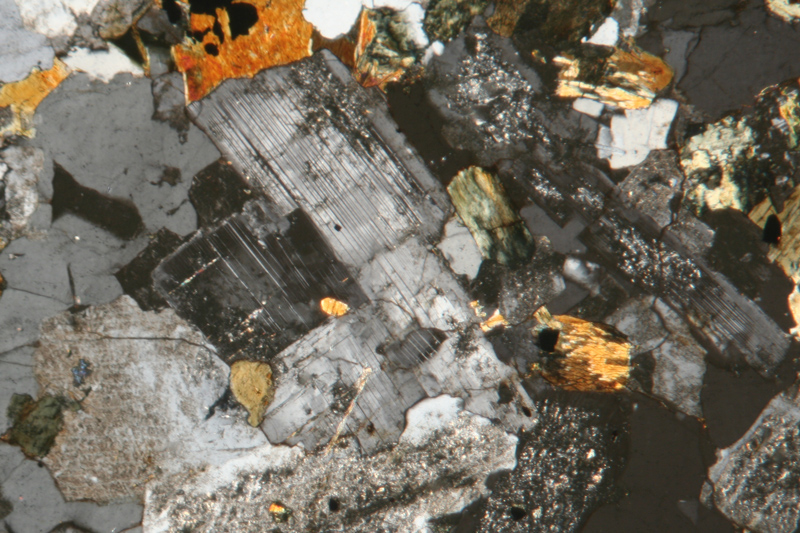
Secțiune de granodiorit observată la microscopul optic; printre alte minerale, este vizibil si cuarțul.

Cuarțul după feldspat este mineralul cel mai răspândit în scoarța terestră. Cristalele se formează după răcirea soluțiilor bogate în SiO2 și frecvent întâlnit în roci ca: Plutonit, Granite, Granitoide, Granodiorite, Tonalite, Sienite, Quarz-Monzonite, Quarz-Diorite, minerale de gangă (steril) ca: Aplite ca și din grupa vulcanitelor Riolite, Dacite, Andezite, Trahite, Quarz-Latite. Un criteriu folosit în clasificarea rocilor este conținutul în cuarț. Cuarțul este frecvent mineral de gangă în filoanele de aur.
La fel acest mineral este întâlnit în roci metamorfice ca Șisturi, GneiseESER. Datorită durității sale este răspândit și în rocile sedimentare.
Cel mai mare cristal unic de cuarț documentat a fost găsit lângă Itapore, Goiás, Brazilia; măsura aproximativ 6,1×1,5×1,5 m și cântărea 39.916 kilograme.

## Varietăți de cuarț
Cristalele pure de cuarț sunt incolore, transparente, prin incluziuni de gaze sau lichide, cristalul devine de o culoare lăptoasă, la fel impuritățile determină schimbarea culorii, sau prin iradiere se produce un fenomen ionizare care schimbă culoarea cristalului.

### Varietăți de culoare prin iradiere sau prezența unor ioni străini

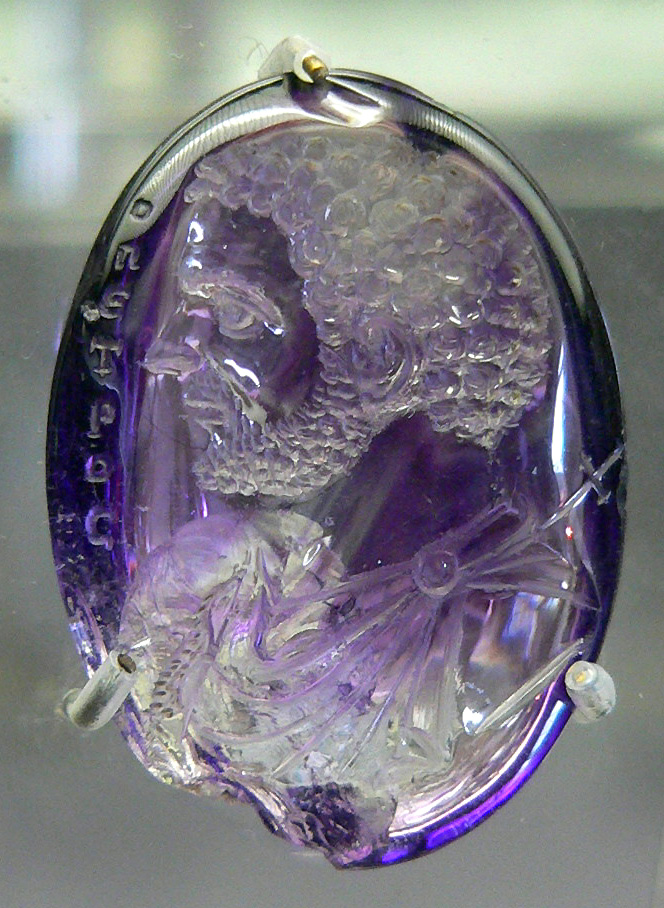
Portretul împăratului roman Caracalla gravat in Ametist

- Ametist: varietate violetă de cuarț prin prezența ionilor de fier, sau iradiere cu raze gamma
- Citrin: varietate galbenă de cuarț folosit ca bijuterie
- Ametrin: varietate rară cu zone de ametist și citrin
- Prasiolit: varietate verde de cuarț transparent
- Cuarț fumuriu sau (Morion): varietate de cuarț de culoare cenușie, brună până la negru (prin iradiere cu raze gamma)
- Cuarț roz: varietate roză de cuarț prin prezența ionilor de fosfor

La fel se mai pot aminti: Smaragdquarz , Saphirquarz prin prezența ionilor de Aktinolith respectiv Krokydolith sau varietățile de cuarț microcristalin: ca de exemplu: silex, calcedonie, agat, onix, jasp, sau carneol.

## Utilizare
- proprietatea piezoelectrică presiunea pe cristal la un anumit punct produce polarizarea electrică a acestuia, important în producerea semiconductorilor, tactul de frecvență la computer, televiziune, celulă solară.
- proprietatea de deviere a luminii polarizate o deviație de 27,71°/nm.ca prisme optice lentile.
- proprietatea de a nu reacționa cu acizii (excepție acidul fluorhidric) se folosesc ca vase pentru reactivi.
- la fel este utilizat la producerea instrumentelor de precizie ca de exemplu cântar cu fir de torsiune.
- folosit în acustica electronică, sau lampa de cuarț.
- foarte frecvent folosit ca bijuterie, sunt varietățile colorate ale cuarțului .
- o varietate a sa a fost și încă este folosit în societățile umane primitive ca și unealtă.
- în amestec cu caolinul și feldspatul este folosit la obținerea porțelanului.